# پاتریشیا پرز
پاتریشیا پرز (انگلیسی: Patricia Pérez؛ زادهٔ ۱۷ دسامبر ۱۹۷۸) بازیکن فوتبال اهل مکزیک است.
از باشگاه‌هایی که در آن بازی کرده‌است می‌توان به باشگاه فوتبال زنان بارسلونا و باشگاه فوتبال بارسلونا اشاره کرد.